# Калиновац (Хрватска)
Калиновац је насељено место и седиште општине у Копривничко-крижевачкој жупанији, Република Хрватска.

## Историја
До територијалне реорганизације у Хрватској налазио се у саставу бивше велике општине Ђурђевац.

## Становништво
На попису становништва 2011. године, општина Калиновац је имала 1.597 становника, од чега у самом Калиновцу 1.463.

## Попис1991.
На попису становништва 1991. године, насељено место Калиновац је имало 1.659 становника, следећег националног састава:
| Попис 1991.‍   | Попис 1991.‍  | Попис 1991.‍ | Попис 1991.‍ | Попис 1991.‍ |
| ------------- | ------------ | ----------- | ----------- | ----------- |
|               |              |             |             |             |
| Хрвати        | Хрвати       |             | 1.630       | 98,25%      |
| Југословени   | Југословени  |             | 9           | 0,54%       |
| Срби          | Срби         |             | 6           | 0,36%       |
| Мађари        | Мађари       |             | 3           | 0,18%       |
| Македонци     | Македонци    |             | 1           | 0,06%       |
| неопредељени  | неопредељени |             | 3           | 0,18%       |
| непознато     | непознато    |             | 7           | 0,42%       |
| укупно: 1.659 |              |             |             |             |